# واشنطن ميوتشوال

شعار البنك

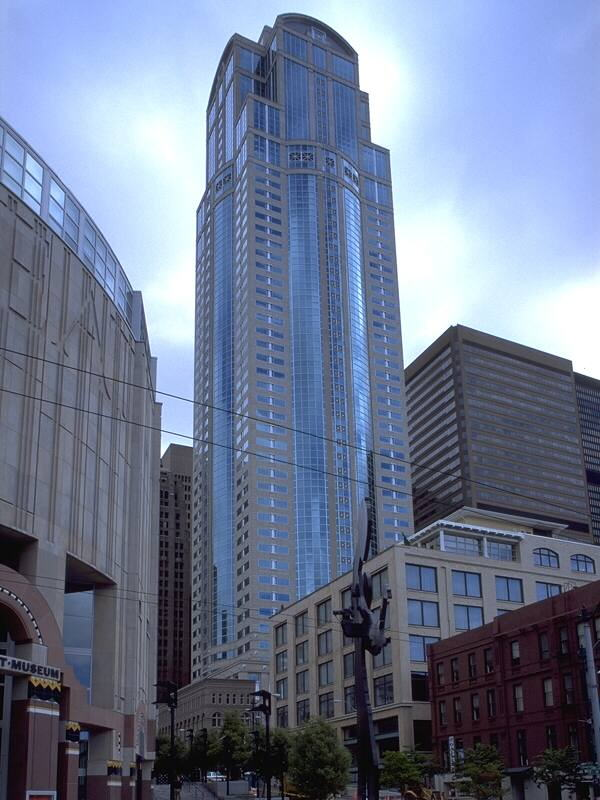
مقر الشركة في سياتل

واشنطن ميوتشوال (بالإنجليزية: Washington Mutual)‏ كان أكبر بنك للادخار في الولايات المتحدة. تأسس في 25 سبتمبر 1889 وكان مقره في مدينة سياتل بولاية واشنطن. أغلقته الحكومة الأمريكية واستحوذ عليه بنك جي بي مورغان تشايس وذلك بسبب تعرضه للخسائر جراء أزمة الرهن العقاري والأزمات التي تسببت بها.